# Yūki Kagawa
Yūki Kagawa (jap. 香川 勇気, Kagawa Yūki; * 2. Juli 1992 in Miki, Präfektur Hyōgo) ist ein japanischer Fußballspieler. 

## Karriere
Yūki Kagawa erlernte das Fußballspielen in der Schulmannschaft der Takigawa Daini High School sowie in der Universitätsmannschaft der Hannan-Universität. Seinen ersten Profivertrag unterschrieb er 2015 beim Renofa Yamaguchi FC. Der Verein aus Yamaguchi, einer Stadt in der Präfektur Yamaguchi auf Honshū, der Hauptinsel von Japan, spielte in der dritten japanischen Liga, der J3 League. 2015 wurde er mit dem Club Meister der J3 und stieg in die zweite Liga auf. Nach 43 Zweitligaspielen wechselte er im August 2017 zum Ligakonkurrenten V-Varen Nagasaki nach Nagasaki. Ende 2017 wurde er mit dem Verein Vizemeister der zweiten Liga und stieg in die erste Liga auf. Von August 2018 bis Anfang 2020 wurde er an den Zweitligisten Tokyo Verdy ausgeliehen. Für Verdy spielte er elfmal in der zweiten Liga. Nach Vertragsende in Nagasaki unterschrieb er Anfang 2020 einen Vertrag beim Erstligisten Ōita Trinita in Ōita. Am Saisonende 2021 belegte er mit Ōita den achtzehnten Tabellenplatz und musste in zweite Liga absteigen.

## Erfolge
Renofa Yamaguchi FC
- Japanischer Drittligameister: 2015  ▲

V-Varen Nagasaki
- Japanischer Zweitligavizemeister: 2017  ▲